# Diane Decker
Pour les articles homonymes, voir Decker.
Diane Decker, née le 12 mai 1956 à Lausanne, est une danseuse et chorégraphe suisse du canton de Vaud.

## Biographie

### Origines et famille
Diane Decker naît le 12 mai 1956 à Lausanne, dans le canton de Vaud.
Elle rencontre en 1978 le pianiste Pascal Auberson, avec qui elle a deux enfants, dont le saxophoniste César Decker.

### Formation
Diane Decker suit des cours de danse classique à Lausanne à partir de l'âge de 6 ans.
Après sa maturité gymnasiale, elle obtient une bourse qui lui permet de passer une année, en 1974-1975, dans une université américaine. Elle y suit principalement des cours d'anglais et de danse moderne, auprès de Martha Graham, Merce Cunningham et Alvin Ailey à New-York,.
À son retour en Suisse, elle étudie deux ans à la faculté des lettres de l'Université de Lausanne, puis obtient une demi-licence de psychologie en 1980,.

### Parcours professionnel et artistique
Elle crée avec Dominique Genton en 1979 le pas de deux Faux-à-Face, premier prix au Concours international de chorégraphie de Nyon, puis en 1980 La Valse des ombres, spectacle pour dix danseurs présenté l'année suivante au Festival de la cité à Lausanne, et considéré comme le premier spectacle de danse moderne en Suisse romande,. Ces deux spectacles expriment « le besoin de s'accomplir, de se libérer de toutes sortes de contraintes intérieures et extérieures [...], [en] mettant en scène l'être aux prises avec sa propre dualité, et confronté à tous les obstacles qui empêchent son envol ». Elle donne à cette époque en parallèle des cours d'expression corporelle au collège de Vevey et tient la caisse et le bar du Théâtre Boulimie.
Sa pièce majeure, Lysis (dissolution en grec ancien — résolution au sens premier), montée pour la première fois à Genève en 1987, s'inspire des postures des hystériques. Selon son auteur, elle « parle de la difficulté d'entrer en relation mais aussi de la recherche de communication » et vise à « se demander où se situe le spectacle entre art et folie ».
Elle est l'un des trois cofondateurs, en 1989, de la compagnie Vertical Danse. Elle la quitte en 1992.

### Enseignement et autres activités
Enseignante de danse contemporaine en Suisse romande à partir de 1975, elle participe à la création des Mardis de la danse au Théâtre municipal de Lausanne en 1982 et du Collectif danse en 1984.
Elle préside l’Association vaudoise de danse contemporaine de 1993 à 1999.
Par ailleurs thérapeute diplômée en psychomotricité en 1983 (études à Genève), elle fait depuis 1995 des recherches sur le rythme et le mouvement avec son compagnon Pascal Auberson.

## Créations
- 1979 : Faux-à-Face
- 1980 : La Valse des ombres
- 1987 : Entre Deux, avec Armand Deladoey[1],[9]
- 1987 : Lysis, Salle Patiño, Genève[1],[9]
- 1990 : Rire, Salle Patiño, Genève[10],[11]. Musique composée par Pascal Auberson. « Diane Decker a voulu donner corps aux émotions qui causent ou accompagnent notre rire, lui dont les éclats mettent en branle notre musculature, notre ossature et notre rythme respiratoire[12]. »

## Distinction
- 1988 : Prix des jeunes créateurs de la Fondation vaudoise pour la promotion et la création artistiques[1].